# دیوید استار جردن
دیوید استار جردن (انگلیسی: David Starr Jordan؛ ۱۹ ژانویهٔ ۱۸۵۱ – ۱۹ سپتامبر ۱۹۳۱) یک آبزی‌شناس و آموزگار اهل ایالات متحده آمریکا بود. او رئیس دانشگاه ایندیانا و اولین مدیر دانشگاه استنفورد بود که توسط لیلند استنفورد و همسرش جین استنفورد تاسیس شده بود.